# Thomas Moore (botaniste)
Pour les articles homonymes, voir Thomas Moore et Moore.
Thomas Moore est un botaniste et un  horticulteur britannique, né le 21 mai 1821 à Stoke next Guildford et mort le 1er janvier 1887.
Il dirige le jardin botanique de Chelsea. Il participe notamment à la publication de The Florist and Garden Miscellany (1850-1851), The Gardener’s Magazine of Botany, Horticulture, Floriculture and Natural Science (1850-1852) et The Florist and Pomologist: a pictorial monthly magazine of flowers, fruits, and general horticulture (1862-1884). Son The elements of botany for families and schools sera plusieurs fois réédité.

## Œuvres
- A Handbook of British Ferns: intended as a guide and companion to fern culture and comprising scientific and popular descriptions of all the species indigenous to Britain, with remarks on their history and cultivation (Londres, 1848).
- A Popular History of the British Ferns and the allied plants (Londres, 1851, réédité en 1855, 1862 et en 1865).
- Avec John Lindley (1799-1865) et John Bradbury (1768-1823), The Ferns of Great Britain and Ireland (Londres, 1855).
- Le premier volume de The Floral Magazine: comprising figures and descriptions of popular garden flowers (les illustrations sont de W. Fitch ; Londres, 1860-1871).
- The octavo nature-printed British ferns (deux volumes, Bradbury et Evans, 1859-1960).
- British Ferns and their allies (George Routledge & Sons, Londres, 1866).
- Avec J. Lindley, The Treasury of Botany; a popular dictionary of the vegetable kingdom; with which is incorporated a glossary of botanical terms (Londres, 1866).
- Avec George Jackman (1837-1887), The Clematis as a Garden Flower; being descriptions of the hardy species ... of Clematis ... and suggestions as to the purposes for which they are adapted in modern gardening (Londres, 1872).
- Epitome of gardening (Édimbourg, 1881).